# Franciszek Pianzola
Franciszek Pianzola, Francesco Pianzola (ur. 5 października 1881 w Sartirana Lomellina, zm. 4 czerwca 1943 w Mortarze) – włoski duchowny katolicki, błogosławiony Kościoła katolickiego, założyciel Zgromadzenia Sióstr Misjonarek Niepokalanej Królowej Pokoju i diecezjalnego stowarzyszenia Oblatów Niepokalanej. 

## Życiorys
Franciszek Pianzola urodził się 5 października 1881 roku w Sartirana Lomellina. Zanim został kapłanem ewangelizował w północnych Włoszech robotników na polach ryżowych. Dbał również o ich wykształcenie. Następnie został założycielem Zgromadzenia Sióstr Misjonarek Niepokalanej Królowej Pokoju, jak również diecezjalnego stowarzyszenia Oblatów Niepokalanej. Zmarł 4 czerwca 1943 roku w opinii świętości.
Został beatyfikowany 4 października 2008 roku przez Benedykta XVI w Vigevano. 